# 용현계곡
용현계곡(龍賢溪谷)은 충청남도 서산시 운산면 용현리에 있는 계곡이다.
가야산의 계곡 중 하나로, 용현계곡 중심으로 '용현계곡 삼림욕장(龍賢溪谷森林浴場)'이 조성되어 있다.

## 지리
가야산의 석문봉(653m)을 정점으로 옥양봉(621m) ~ 수정봉(453m), 일락산(521.4m) ~ 상왕산(307.2m)으로 이어지는 능선 사이에 두고 길게 형성되어 있다.
계곡 일대의 암석은 중생대 쥐라기에 형성된 대보화강암으로 이루어졌다. 흘러내린 물의 침식으로 의해 발달된 둥근 모양의 구멍인 포트홀이 발달하였다.
용현계곡에서 발원한 하천은 고풍저수지로 흘러들어간다.

## 용현자연휴양림
용현자연휴양림은 용현계곡 한가운데 위치해 있는 자연휴양림으로, 2005년 12월 1일 개장하였다. 여러번 '이달의 추천 자연휴양림'으로 선정되었다. (2010년 9월, 2013년 1월)

### 위치
- 충청남도 서산시 운산면 용현리 산2-37

### 이용 시간
- 숙박시설 : 당일 15:00 ~ 익일 12:00
- 일일개장 : 0:00 ~ 18:00

### 숙박 시설
- 객실 : 23개
- 야영장 : 20개

### 체험
- 숲해설 및 목공예체험
- 유아숲체험

## 근처 관광지
근처에 국보 제84호인 서산마애삼존불, 사적 제316호 보원사지, 조계종 사찰인 개심사 등이 있다.